# أطعمة تخييم
تشتمل أطعمة التخييم في أطراف القرى على المكونات المستخدمة لتجهيز الطعام المناسب للتخييم في أطراف القرى النائية والتخييم في المناطق المفتوحة. وتختلف الأطعمة بشكل كبير من المكونات التي تظهر في المطبخ المنزلي المعتاد. وتتعلق الفروق الرئيسية بالاحتياجات الخاصة للمشاركين في المخيمات والمخيمات في المناطق المفتوحة فيما يتعلق بالأطعمة التي يتم طهيها خلال أوقات مناسبة ومدى قابليتها للتلف ووزنها ومحتوياتها الغذائية.
لتوفير تلك الاحتياجات، غالبًا ما تتكون أطعمة المخيمات من وجبات مجففة بالتجميد أو المكونات مسبقة الطهي أو المجففة. ويستخدم بعض المشاركين في المخيمات مجموعة تضم هذه الأطعمة.

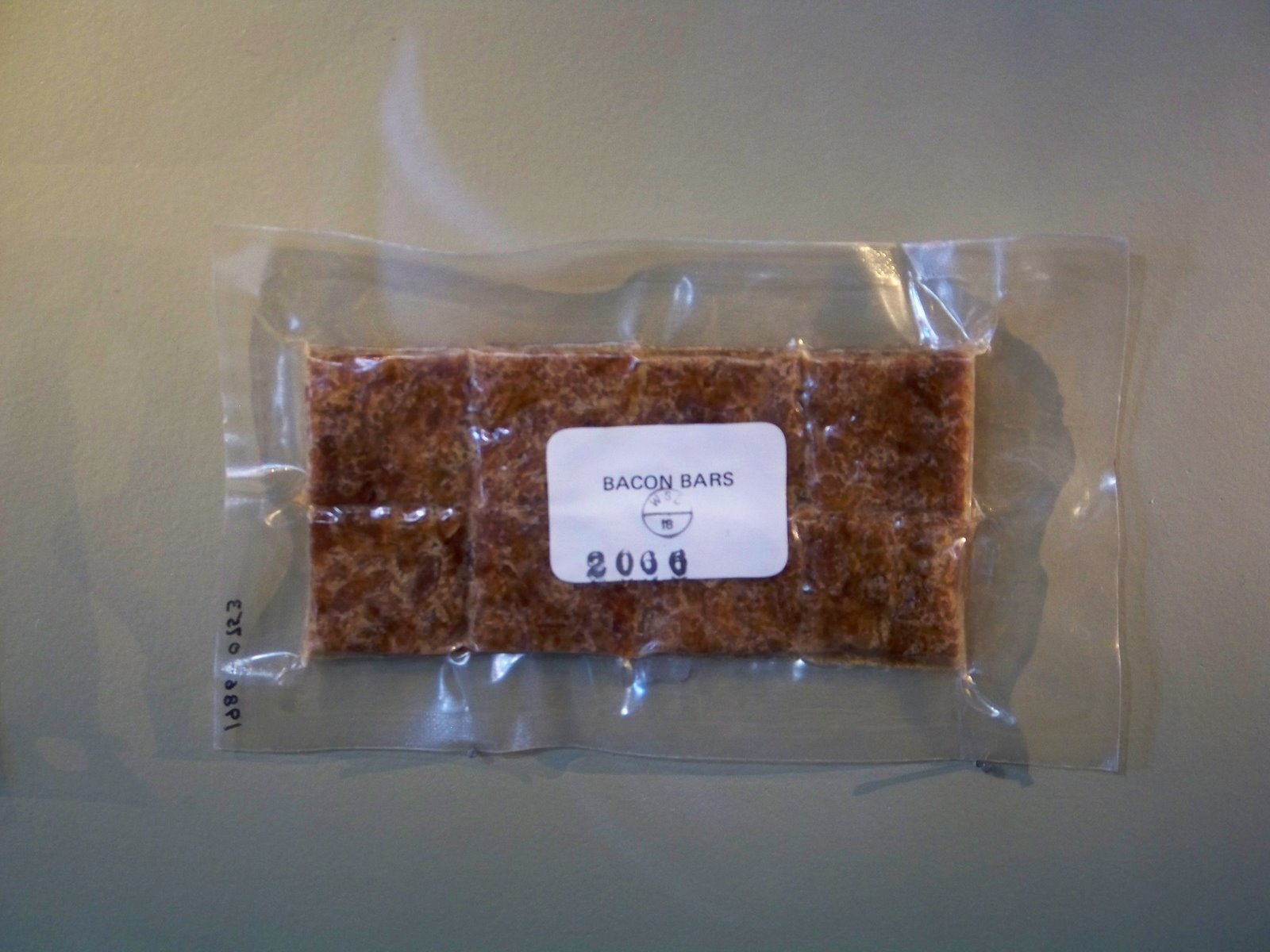
قطع لحم مقدد مجففة بالتبريد يمكن استخدامها كأطعمة أثناء التخييم

## متطلبات الوجبات والمكونات

### وقت الطهي المحدود
بسبب صعوبة حمل كميات كبيرة من وقود الطهي، غالبًا ما يتوجب على المشاركين في المخيمات أن يتم طهي طعامهم خلال فترات زمنية قصيرة (5 دقائق إلى 20 دقيقة). ويفضل العديد من المشاركين في المخيمات أسلوب الطهي القائم على "مجرد إضافة المياه المغلية"، في حين أن غيرهم يستمتعون بالوجبات التي تحتاج إلى المزيد من الجهد، وبالتالي تكون أكثر جودة في الغالب. ويمكن التغاضي عن مقدار وقت الطهي إذا كان المشاركون في المخيمات بإمكانهم الطهي على النيران التي يتم إشعالها في المخيمات، ومع ذلك، وبسبب احتمالية وجود حظر إشعال النيران، فإن المشاركين في المخيمات غالبًا لا يعتمدون على هذا الخيار.

### الأطعمة التي يمكن أن تبقى على الأرفف
غالبًا ما تكون أطعمة التخييم قابلة للبقاء على الأرفف لفترات طويلة، أي أنها لا تحتاج إلى التبريد. ويمكن أن يبقى المشاركون في المخيمات في الأماكن المفتوحة على مدار أيام أو أسابيع كل مرة، يقومون في الغالب بتعبئة الأطعمة التي يحتاجون إليها طوال وقت الرحلة. ويمكن أن يحمل المشاركون في المخيمات الأطعمة الطازجة التي يمكن أن يتم استهلاكها في أول يوم أو يومين من الرحلة، إلا أنهم في الغالب لن يخاطروا بحمل الأطعمة القابلة للتحلل بما يتجاوز هذا الإطار الزمني. وبإمكان المشاركين في المخيمات في الجليد أو في ظروف الطقس البارد أو المشاركين في المخيمات الذين يمكنهم الوصول إلى المياه الباردة تخزين الأطعمة القابلة للتلف في الجليد أو في حقيبة محكمة الغلق ووضعها في المياه الباردة لتكون بمثابة مصدر التبريد.

### خفة الوزن
يجب أن يحمل المشاركون في المخيمات في المناطق المفتوحة كل شيء معهم، وبالتالي فإنه يجب أن تكون كل أمتعتهم وأطعمتهم خفيفة قدر الإمكان. وغالبًا ما يتجه المشاركون في المخيمات إلى الوجبات المجففة بالتجميد والوجبات والمكونات المجففة لهذا السبب، إلا أنهم في بعض الأحيان يحملون بعض التونا أو بعض المكونات الأخرى التي تحتوي على محتويات كبيرة من المياه معهم من أجل الاستمتاع بها، شريطة أن تكون لهذه المحتويات قيمة غذائية كبيرة.

### المحتويات الغذائية
غالبًا ما يقطع المشاركون في المخيمات في المناطق المفتوحة وممارسو رياضة قوارب الكانو ومتسلقو الجبال وغيرهم من النشطاء الرياضيين في الأماكن المفتوحة قدرًا كبيرًا من الأميال كل يوم، مما يجعلهم يستهلكون الآلاف من السعرات الحرارية للحفاظ على مستوى طاقاتهم مرتفعة. ويتطلب المشاركون في المخيمات في المناطق المفتوحة ما متوسطه 480 سعرًا في الساعة، بالإضافة إلى مستويات مرتفعة من الصوديوم. ولضمان توفير التغذية المناسبة لأجسامهم، يجب أن يهتم المشاركون في المخيمات اهتمامًا شديدًا بخطط الوجبات الخاصة بهم.

## المكونات
لتجهيز الوجبات التي تفيد بشكل جيد في المناطق المفتوحة، بدأ المشاركون في المخيمات في استخدام مجموعة من الأساليب المتنوعة.

### المكونات المجففة بالتجميد

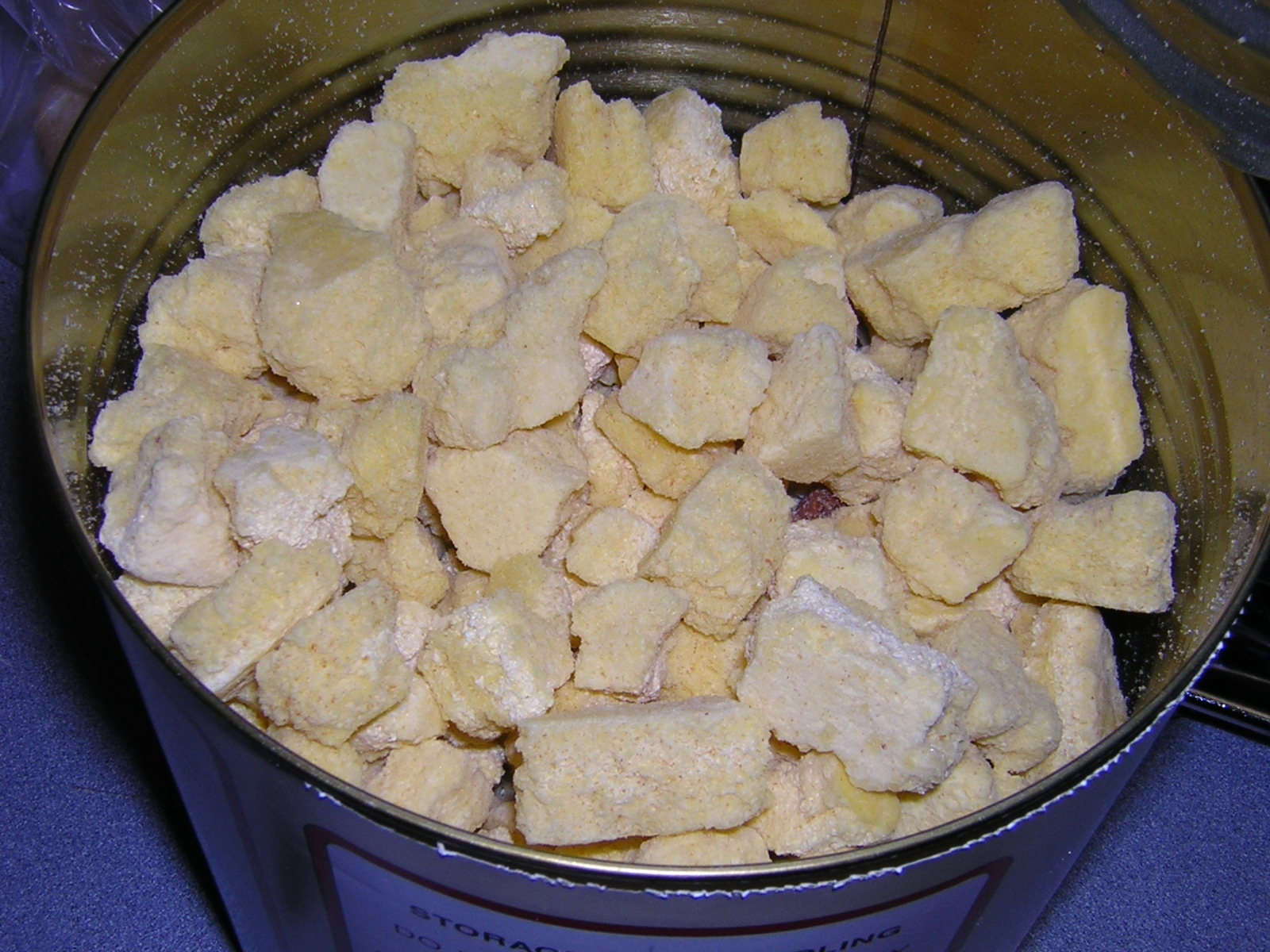
يمكن الاحتفاظ بالبيض المجفف بالتجميد على الأرفف لفترة تصل إلى 25 عامًا

يتطلب التجفيف بالتجميد استخدام المعدات الثقيلة، وهو شيء لا يستطيع كل المشاركين في المعسكرات استخدامه بمفردهم. ورغم ذلك، غالبًا ما تعتبر المكونات المجففة بالتجميد أفضل من المكونات المجففة بنزع المياه، بسبب أنها تستعيد المياه في المخيمات بشكل أسرع كما تحتفظ بالمزيد من النهكة من نظيراتها المجففة بنزع المياه. وتحتاج المكونات المجففة بالتبريد إلى قدر قليل من الوقت لاستعادة المياه، بحيث أنه يمكن في الغالب تناولها بدون طهيها أولاً والاستمتاع بشيء يشبه الرقائق المقددة.
وفي بعض الأحيان، تكون المقادير الصغيرة من المكونات المجففة بالتجميد متاحة للبيع من منافذ إمدادات الطوارئ أو من المتاجر الخاصة بالتخييم. ورغم ذلك، غالبًا ما يكون من الصعب العثور على المكونات المجففة بالتجميد التي لا يتم دمجها لتكوين وجبات، وغالبًا ما يبحث عنها المشاركون في المخيمات.

### الوجبات والمكونات المجففة بنزع المياه
يمكن أن يقلل التجفيف من وزن الطعام بنسبة ستين إلى تسعين في المائة من خلال نزع المياه منه عبر التبخير. وبعض الأطعمة يتم تجفيفها بشكل جيد، مثل البصل والفلفل والطماطم. وغالبًا ما يؤدي التجفيف إلى الحصول على نتيجة نهائية أصغر في الحجم، وإن كان أثقل قليلاً من التجفيف بالتجميد.
ويمكن أن يتم تجفيف الوجبات الكاملة أو المكونات المفردة بنزع المياه. ويسمح تجفيف المكونات المفردة بمرونة طهي الوجبات المختلفة اعتمادًا على المكونات المتاحة، في حين أن الوجبات المطهية بشكل مسبق والمجففة توفر قدرًا أكبر من الراحة. وتتخصص العديد من كتب الطهي ومتاجر منتجات البقالة على الإنترنت في الأطعمة المجففة بنزع الماء. وهناك كتاب Fork in the Trail وكتاب Another Fork in the Trail، وهما كتابان للطهي يستخدمان في التخييم في المناطق المفتوحة، ويركزان على تجفيف الوجبات الكاملة بنزع الماء منها. وبالنسبة للمشاركين في المعسكرات الذين يرغبون في توفير الوقت، يعد موقع Packit Gourmet مصدرًا يوفر الخضروات المجففة لاستخدامها في وصفات التخييم.

### الأطعمة مسبقة الطهي

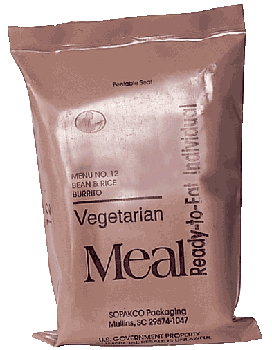
MRE entree (مدخل الوجبات الجاهزة للأكل)

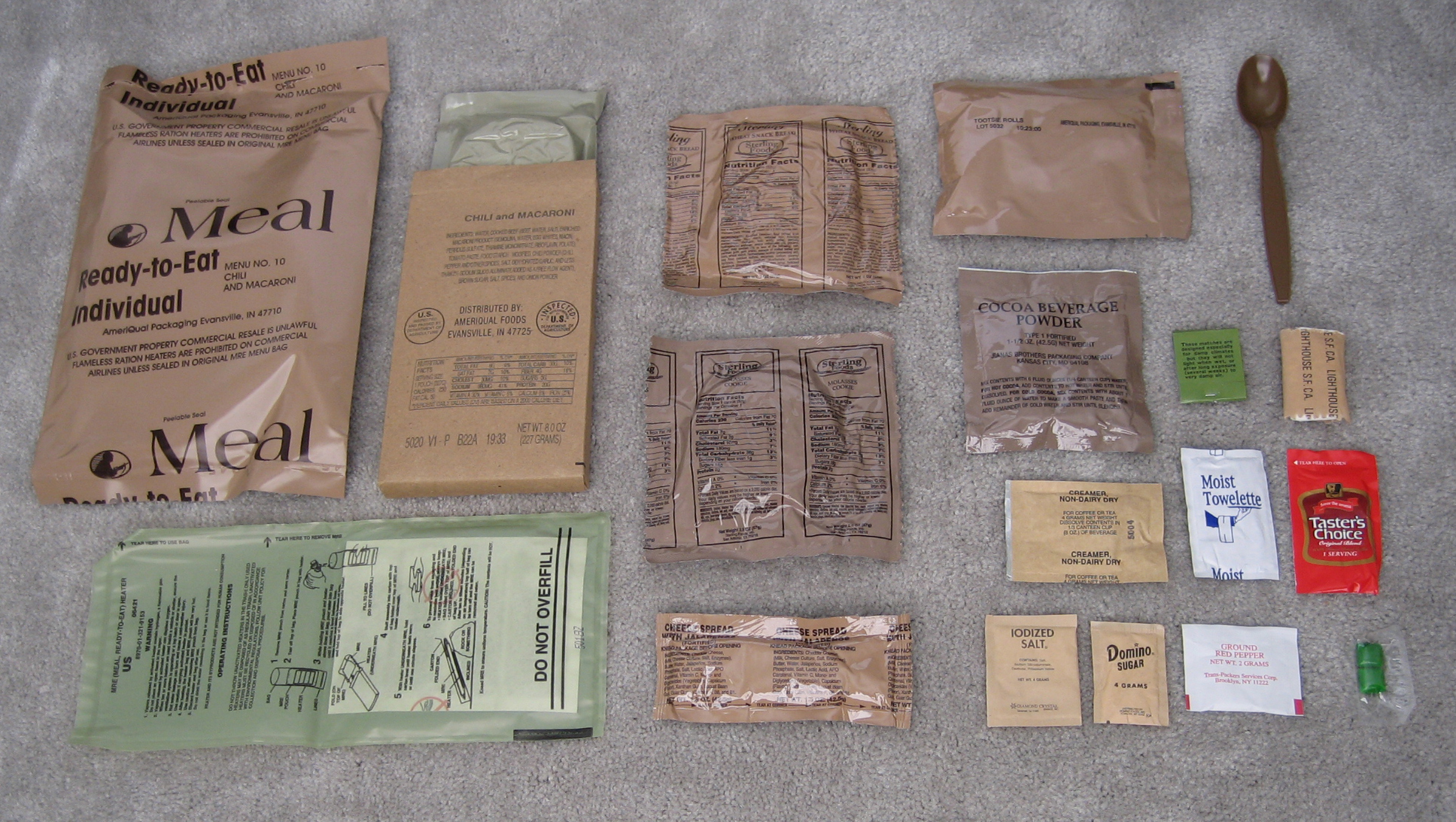
محتويات حزم الوجبات الجاهزة للأكل

في بعض الأحيان، يتم استخدام الوجبات الجاهزة للأكل (MRE) العسكرية من قبل بعض المشاركين في المعسكرات. وتحتوي هذه الوجبات على أطعمة مسبقة الطهي في أكياس تغليف. وأكياس التغليف عبارة عن أكياس من الرقائق المعدنية والبلاستيكية المستخدمة كبديل للأساليب الصناعية التقليدية للتعليب.

### المكونات الشائعة

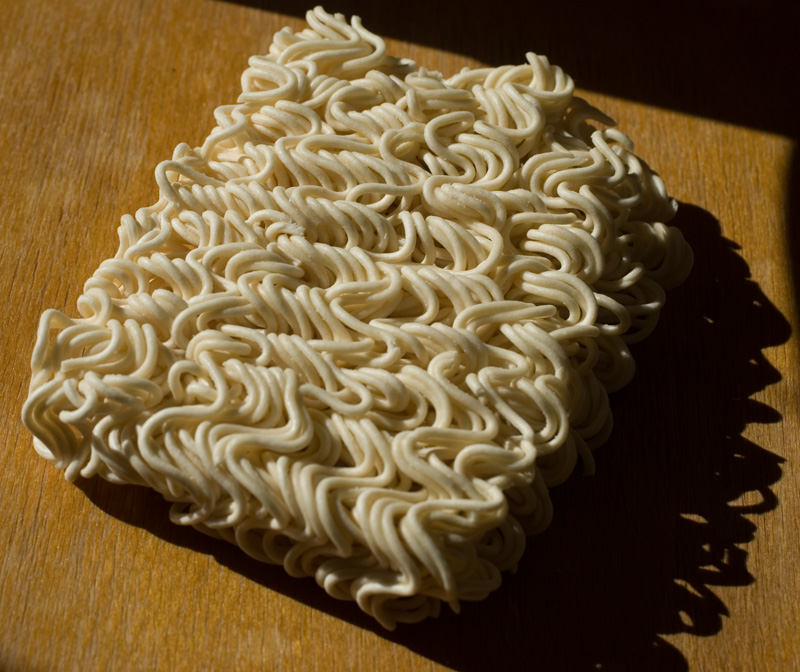
رمكين فوري غير مطهي

النوع الأخير من المكونات المتاحة للمشاركين في المخيمات هي تلك التي تجدها بشكل نموذجي في متاجر البقالة. ومن أنواع تلك الأطعمة عصيدة دقيق الذرة والفريك ومكرونة الطهي السريع (مثل مكرونة شعر الملاك) والرمكين والبطاطس الفورية والحساء المجفف واللحوم المعبأة في أكياس مثل التونة أو لحوم SPAM أو السلامون.
وعند استخدام هذه المكونات الشائعة، يقوم المشاركون في المخيمات في الغالب بإعادة تعبئتها من أجل تقليل العبوات أو دمجها في عبوات معدة للأطعمة، وبالتالي، يتم تقليل وقت تجهيزها في المخيمات. والمتطلب الرئيسي للمشاركين في المخيمات أثناء البحث عن هذه الأنواع من المكونات هو وقت الطهي الذي لا يتجاوز 20 دقيقة، والذي يعد أطول وقت طهي يمكن أن يتحمله معظم المشاركين في المخيمات.

## أساليب الطهي في المخيمات في المناطق المفتوحة

### مواقد المخيمات
هناك مجموعة كبيرة من مواقد المخيمات المتاحة في الأسواق، والتي تتراوح في التخصص بين خفتها الشديدة والتركيز على استخدام قدر قليل للغاية من الوقود. ويعتمد أغلب المشاركين في المخيمات على المواقد من أجل الوفاء باحتياجات الطهي، حيث أنها تمتلك العديد من المميزات التي تجعلها أفضل من النيران التي يتم عملها في المخيمات. وحيث أن معظم مواقد المخيمات تحتوي على مصدر حرارة يمكن ضبطه، فإن استخدامها يكون أسهل من النيران التي يتم عملها في المخيمات. وتعد القدرة على تعديل الشعلة من أجل تقليل قوة النيران من الغليان إلى النار الهادئة، على سبيل المثال، أمرًا لا يقدر بثمن لدى العديد من المشاركين في المعسكرات. ويمكن أن تحتاج النيران التي يتم عملها في المخيمات إلى قدر كبير من الوقت لعملها ولكي تصل إلى مرحلة تجعلها مناسبة للطهي عليها. وحيث أن موقد الطهي يمكن أن يكون جاهزًا خلال دقائق، تعد تلك ميزة لدى الكثير من المشاركين في المعسكرات.

### النيران التي يتم إشعالها في المخيمات
يمكن أن يتم فرض منع إشعال الحرائق في مناطق البرية، مما يحظر على الأشخاص إشعال النيران بها. فإذا كان المشاركون في المعسكر سيعتمدون على أسلوب النيران التي يتم إشعالها في المخيمات كطريقة وحيدة للحصول على حرارة للطهي، فقد يجدون أنفسهم في مواقف غير سعيدة. ويمكن أن يؤدي الطهي على النيران التي يتم إشعالها في المخيمات إلى تغطية القدور والمقالي بالسخام. ويمكن أن يكون من الصعوبة بمكان إزالة السخام، وإذا تركت على المقلاة، يمكن أن تصيب الملابس أو الجزء الداخلي من حقيبة الظهر. وقد اكتشف المشاركون في المخيمات العديد من الأساليب لمنع هذه المشكلة، مثل تغطية المقالي بزيت الطهي، لتسهيل إزالة السخام.
ولا يضطر المشاركون في المعسكرات الذين يعتمدون على النار التي يتم إشعالها إلى حمل الوزن الزائد لموقد الطهي، ويمكنهم الاعتماد على النيران التي يتم إشعالها في المخيمات من أجل تقليل وزن الحقيبة التي يحملونها. وتوفر النيران التي يتم إشعالها في المعكسرات قدرًا كبيرًا من الدفء، في حين أن مواقد الطهي لا توفر هذا القدر من الدفء. ففي الأيام الباردة، غالبًا ما يتم تفضيل النيران التي يتم إشعالها في المخيمات. ولا تشجع الرغبة في عدم ترك أي أثر على استخدام النيران التي يتم إشعالها في المخيمات كمصدر للحرارة. ويمكن أن يستهلك المشاركون في المخيمات الذين يقومون بإشعال النيران في نفس الموقع مرة بعد الأخرى الخشب المتاح في المنطقة، مما يؤثر على المساكن الطبيعية للحيوانات. كما أنه من المحتمل بشكل أكبر للمشاركين في المخيمات كذلك ترك بقايا الطعام عن دون قصد حول حفرة النيران، مما يمكن أن يؤدي إلى جذب الحيوانات.

### السخانات الكيميائية
وتكون بعض أطعمة المخيمات جاهزة للأكل ويمكن تسخينها باستخدام السخانات الكيميائية، مثل السخانات بدون لهب المستخدمة في الوجبات العسكرية الجاهزة للأكل، أو السخان الكيميائي ذاتي الاحتواء المدمج في عبوة الطعام ذاتها.

## كتابات أخرى
- Claudia Axcell, Vikki Kinmont Kath, Diana Cooke, Simple Foods for the Pack, 3e. Sierra Club